# Welthandelsvolumen
Der Ausdruck Welthandelsvolumen beschreibt die Summe des Warenwertes aller Güter, die weltweit zwischen den Ländern oder den Wirtschaftsräumen gehandelt werden. Ein hohes Welthandelsvolumen schwächt die Autarkie der jeweiligen Länder, stärkt aber den Export und damit auch den Devisenhandel.
Ein hohes Welthandelsvolumen ist ein Kennzeichen für ein hohes Niveau des Konsums, der Produktvielfalt und des Wohlstandes. Wirtschaftskrisen wie die Weltwirtschaftskrise 1929 (Absinken des Welthandelsvolumen um 25 %) belasten das Welthandelsvolumen und transportieren die Krise in Länder oder Wirtschaftsräume, die durch sinkenden Export Arbeitsplätze verlieren.
Seit 1948 steigt das Welthandelsvolumen um ca. 6 Prozent jährlich und hat in der Gegenwart seinen Höhepunkt erreicht. 70 Prozent der Welt-Güterexporte bewegen sich zwischen den USA, der Europäischen Union und Japan.
Steigender Welthandel ist neben kulturellen Entwicklungen der bedeutendste Faktor der Globalisierung.

## Sonstiges
Der Welthandel fördert die Arbeitsteilung zwischen Ländern („internationale Arbeitsteilung“) und ihre Spezialisierung. Adam Smith veröffentlichte 1776 das als bis heute als grundlegend geltende Werk Der Wohlstand der Nationen (An Inquiry into the Nature and Causes of the Wealth of Nations). Smith beschreibt darin die Bedeutung der Arbeitsteilung und Spezialisierung für den Wohlstand von Wirtschaftssubjekten und Volkswirtschaften.
Smiths Buch kritisierte den (bis dahin wirtschaftspolitisch vorherrschenden) Merkantilismus, der von den damaligen europäischen Großmächten praktiziert wurde. Smith’ Werk gilt als das grundlegende Werk der Wirtschaftswissenschaft (einschließlich Nationalökonomie), welche sich ab dann als eigenständige Wissenschaftsdisziplin etablierte; es initiierte die klassischen Nationalökonomie und den Wirtschaftsliberalismus.
Einigen Ländern ist es gelungen, nach 1945 durch rege Teilnahme am Welthandel ihren Wohlstand erheblich zu erhöhen. Beispiele:
- Tigerstaaten
- Japan
- Volksrepublik China

Viele dieser Länder nutzten ihr damals geringes Lohnniveau und exportierten zunächst vor allem arbeitsintensive Produkte.